# Tereza37
Tereza37 és una pel·lícula dramàtica croata del 2020 dirigida per Danilo Šerbedžija. Va ser seleccionada com a entrada croata per al Millor Llargmetratge Internacional als Premis Oscar de 2021.

## Argument
La Tereza fa 10 anys que està casada amb Marko, mariner de professió. Als 37 anys, va patir el seu quart avortament involuntari. La seva germana petita, que ja té tres fills, la resta de la seva família i les persones que l'envolten, l'empenyen a qüestionar la seva vida. Aleshores pren la decisió radical de passar pàgina i deixa el seu marit. Havent-se tornat una mica arrogant i egoista, s'enamora de la seva nova llibertat.

## Repartiment
- Lana Barić com a Teresa
- Ivana Roščić com a Renata
- Leon Lučev com a Marko
- Dragan Mićanović com a Nikola
- Marija Škaričić com a Mirela
- Goran Marković com a Vedran
- Goran Bogdan com a Aljoša

## Premis
Fou guardonada amb la Gran Arena d'or a la millor pel·lícula al Festival de Cinema de Pula de 2020